# Геркесклостер
Геркесклостер (нід. Gerkesklooster) — село в нідерландській провінції Фрисландія. Входить до муніципалітету Ахткарспелен.
Його площа становить 5,70км², а населення станом на 2021 рік складало 760 осіб.
Перша згадка про населений пункт датується 1240 роком.
Складає так зване «здвоєне село» із сусіднім Стробосом, тобто на практиці є з ним одним населеним пунктом, який, утім, є розділеним між різними адміністративними одиницями. Так Стробос до 1993 року належав до складу сусідньої провінції Гронінген. Згодом його територія була передана до складу Фрисландії, утім з юридичної точки зору здвоєне селе продовжує вважатися двома окремими населеними пунктами.

## Галерея

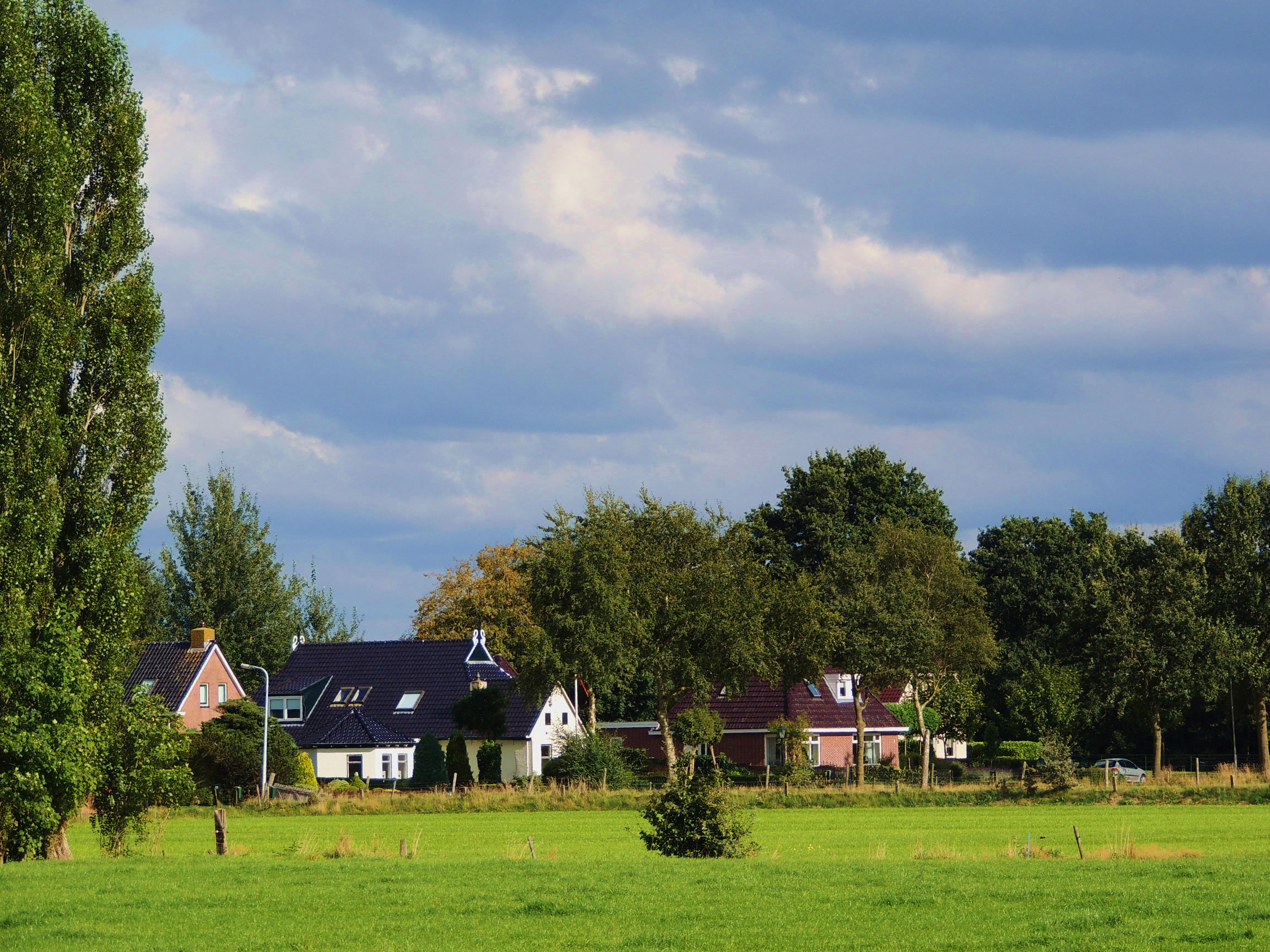
Забудова Геркесклостера
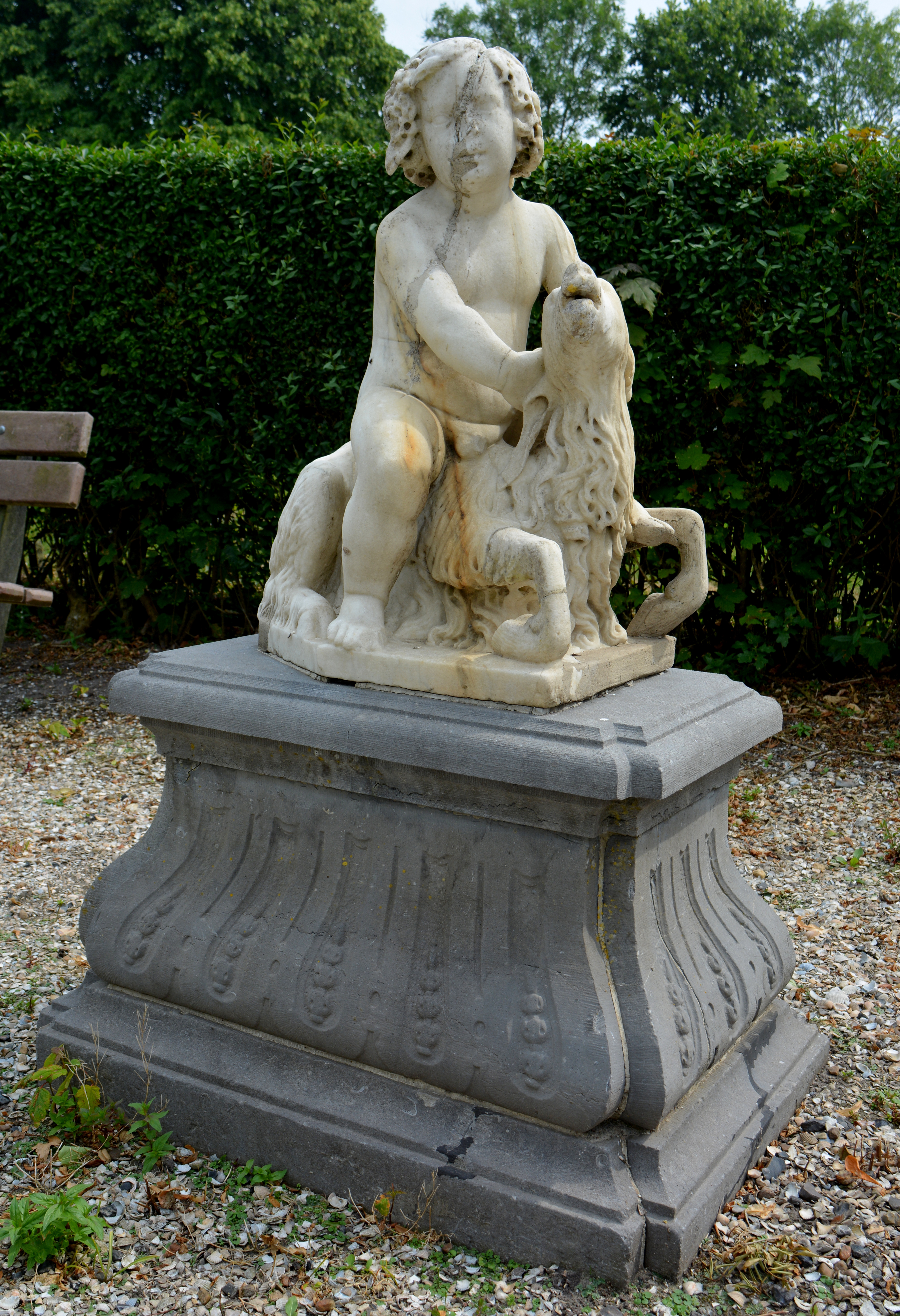
Мармурова статуя поблизу церкви
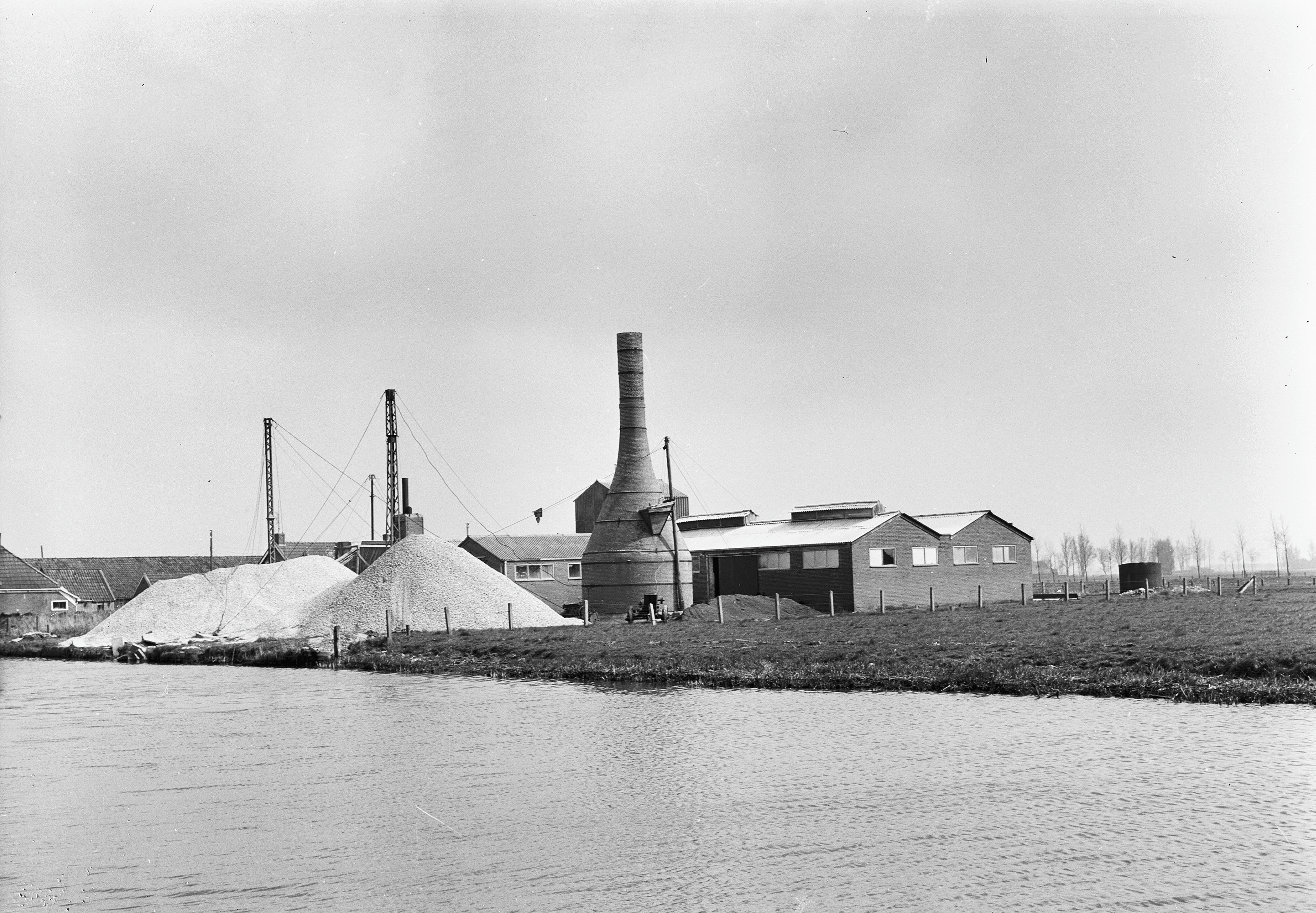
Вапняна піч на березі каналу
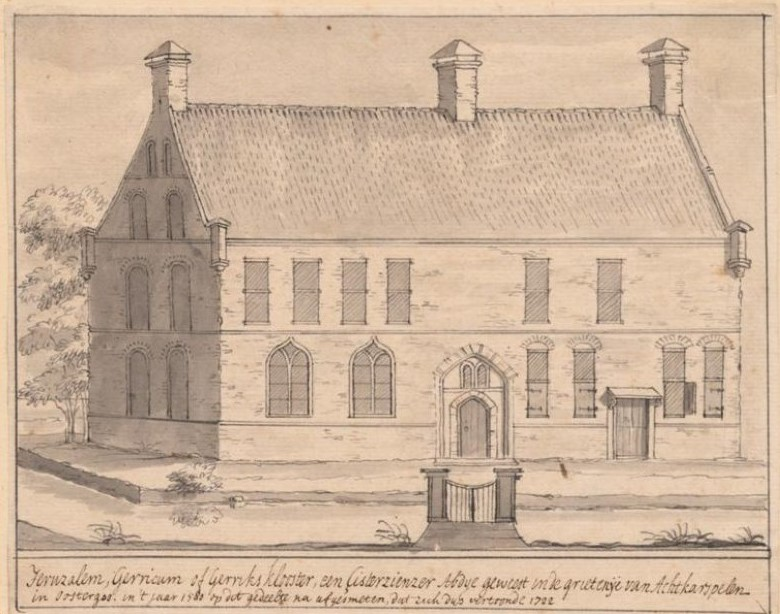
Малюнок монастиря (1722)